# Bellamya monardi
Bellamya monardi је пуж из реда Architaenioglossa. 

## Угроженост
Ова врста је на нижем степену опасности од изумирања, и сматра се скоро угроженим таксоном.

## Распрострањење
Ареал врсте је ограничен на мањи број држава. 
Врста има станиште у Анголи и Намибији.

## Станиште
Станишта врсте су речни екосистеми и слатководна подручја. 